# Hönow
Hönow è una frazione del comune tedesco di Hoppegarten, nel Brandeburgo.

## Storia
Già insediamento venedo, Hönow fu ricostruito come insediamento germanico nel 1231. Hönow rimase un piccolo centro agricolo per secoli, sviluppandosi nel XX secolo come località di villeggiatura suburbana di Berlino.
Negli anti ottanta il territorio comunale fu interessato dalla costruzione di un grande quartiere residenziale (Hönow-West), nato dall'espansione del limitrofo quartiere berlinese di Hellersdorf; Hönow-West fu annessa a Berlino nel 1990.
Hönow costituì un comune autonomo fino al 26 ottobre 2003, quando fu annessa al nuovo comune di Hoppegarten. Negli ultimi anni ha conosciuto una grande espansione edilizia e demografica, con la costruzione di quartieri residenziali fra il vecchio centro abitato e i quartieri berlinesi di Hellersdorf e Mahlsdorf.

## Infrastrutture e trasporti
Hönow è posta sull'importante strada Berlino - Strausberg; strade minori conducono a Köpenick, Hoppegarten, Neuenhagen e Ahrensfelde.
A poca distanza si trova lo svincolo 10 (Berlin-Marzahn) dell'autostrada anulare di Berlino.
Il centro è servito dalla stazione Hönow della metropolitana di Berlino, capolinea orientale della linea U5; la stazione si trova nel territorio berlinese, al confine con Hönow.